# 紀元前633年
紀元前633年（きげんぜん633ねん）は、西暦（ローマ暦）による年。紀元前1世紀の共和政ローマ末期以降の古代ローマにおいては、ローマ建国紀元121年として知られていた。紀年法として西暦（キリスト紀元）がヨーロッパで広く普及した中世時代初期以降、この年は紀元前633年と表記されるのが一般的となった。

## 他の紀年法
- 干支 : 戊子
- 日本
  - 皇紀28年
  - 神武天皇28年
- 中国
  - 周 - 襄王19年
  - 魯 - 僖公27年
  - 斉 - 孝公10年
  - 晋 - 文公4年
  - 秦 - 穆公27年
  - 楚 - 成王39年
  - 宋 - 成公4年
  - 衛 - 成公2年
  - 陳 - 穆公15年
  - 蔡 - 荘侯13年
  - 曹 - 共公20年
  - 鄭 - 文公40年
  - 燕 - 襄公25年
- 朝鮮
  - 檀紀1701年
- ユダヤ暦 : 3128年 - 3129年

## できごと

### 中国
- 魯の東門襄仲（中国語版）（公子遂）が軍を率いて杞に侵攻した。
- 楚・陳・蔡・鄭・許の連合軍が宋を包囲した。

## 死去
- 斉の孝公